# Geschiedenis van het Midden-Oosten
Hieronder volgt de geschiedenis van Zuidwest-Azië. Deze omvat de historische regio van het Midden-Oosten, het Nabije Oosten of de Levant, evenals het Arabisch Schiereiland, gezamenlijk Zuidwest-Azië genoemd.

## Oudheid
Sinds mensenheugenis loopt door deze streek de karavaanroute tussen het Tweestromenland en de Nijl. Rond 3300 v.Chr. waren in het gebied van Mesopotamië (ongeveer overeenkomend met het huidige Irak) al grote beschavingen te vinden. Dit waren onder meer de Sumeriërs, Assyriërs, Babyloniërs en in Egypte de Oud-Egyptische beschaving.
Deze economisch interessante slagader zou al vlug het schouwtoneel worden voor vele slagvelden. Een van de meest bekende uit die tijd, is de Slag bij Kadesh in 1274 v. Chr. tussen Egypte en het Hettitische Rijk.

### Neergang aan het einde van de Late Bronstijd
In de periode tussen 1500 en 1000 v.Chr. - de overgang van het Brons- naar het IJzertijdperk - krijgen we de inval van de Zeevolken (Filistijnen?). Nieuwe koninkrijken werden gevestigd: Israël en Fenicië.

### Assyrië en Babylon
Na de dood van koning Salomo (ca. 930 v. Chr.) viel Israël uiteen. Tien van de twaalf stammen stichtten in het noorden het Koninkrijk Israël, ook wel het ‘Tienstammenrijk’ genoemd, het zuidelijke deel na de splitsing werd Juda genoemd. In 722 v. Chr. werd het Koninkrijk Israël veroverd door de Assyrische heerser Salmanasser V. De elites (rijken, priesters en leiders) werden afgevoerd in ballingschap en slavernij, en keerden nooit terug.
In 587 v. Chr. vond het Beleg van Jeruzalem plaats, de stad werd ingenomen en de Tempel verwoest door Nebukadnezar II, de koning van Babylon. Daarmee kwam er een eind aan het koninkrijk Juda. In het Bijbelboek "Klaagliederen" worden de verwoestingen op indringende wijze beschreven. Een deel van de bevolking van Juda vluchtte naar Egypte; het grootste deel van de bevolking ging in ballingschap naar Babylon.

### Perzische Rijk
Tussen 539 en 525 v. Chr. werd de regio een deel van het Perzische Rijk, dat zich uitstrekte over Perzië, Anatolië, Mesopotamië en Syrië. In 525 v. Chr. veroverde Cambyses II, Egypte.

## Hellenistische periode

### Alexander de Grote
In 332 v. Chr. veroverde Alexander de Grote, Tyrus. Het Perzische Rijk werd in de 4e eeuw v.Chr. verslagen door Alexander de Grote die het gebied inlijfde bij het Macedonisch-Griekse Rijk. Hierdoor kwam deze regio in aanraking met de Griekse taal en cultuur waaruit het Hellenisme ontstond.

### Diadochen en Syrische oorlogen
Na de dood van Alexander braken de diadochenoorlogen uit en werd de regio bevochten tussen de Griekssprekende dynastieën, de Seleuciden in Syrië en de Ptolemaeën in Egypte, de Syrische oorlogen.

### Nabatea en Makkabeeën
De laatste Syrische oorlog (170-168 v. Chr.) werd beëindigd dankzij tussenkomst van de Romeinen. Nabatea scheurde zich af en in Judea komen de Makkabeeën, een Joods priesterfamilie, in opstand en richtten de dynastie van de Hasmoneeën op.

## Romeinse Rijk
Na de slag bij Ecbatana (129 v. Chr.), waarbij koning Antiochus VII Euergetes Sidetes om het leven kwam, werd Mesopotamië een deel van het Partische Rijk en bleef van het Seleucidische Rijk enkel nog Syrië en een deel van de Levant over.
Na de Derde Mithridatische Oorlog (73-63) hield het Seleucidische Rijk op te bestaan en werd Syrië, voortaan de Romeinse provincia Syria.
Na het Beleg van Jeruzalem (63 v.Chr.) werd Hyrcanus II, de laatste Hasmonese vorst, gedegradeerd tot hogepriester en ethnarch en verloor Judea zijn onafhankelijkheid.

### Herodianen

#### Herodes de Grote
In 40 v.Chr. pleegde de Hasmoneeër Antigonus een staatsgreep in een poging het Hasmonese rijk te herstellen. Herodes I, versloeg Antigonus met Romeinse hulp. Daarop gaven de Romeinen hem het koningschap over het Joodse land. Hij stichtte de Herodiaanse dynastie.

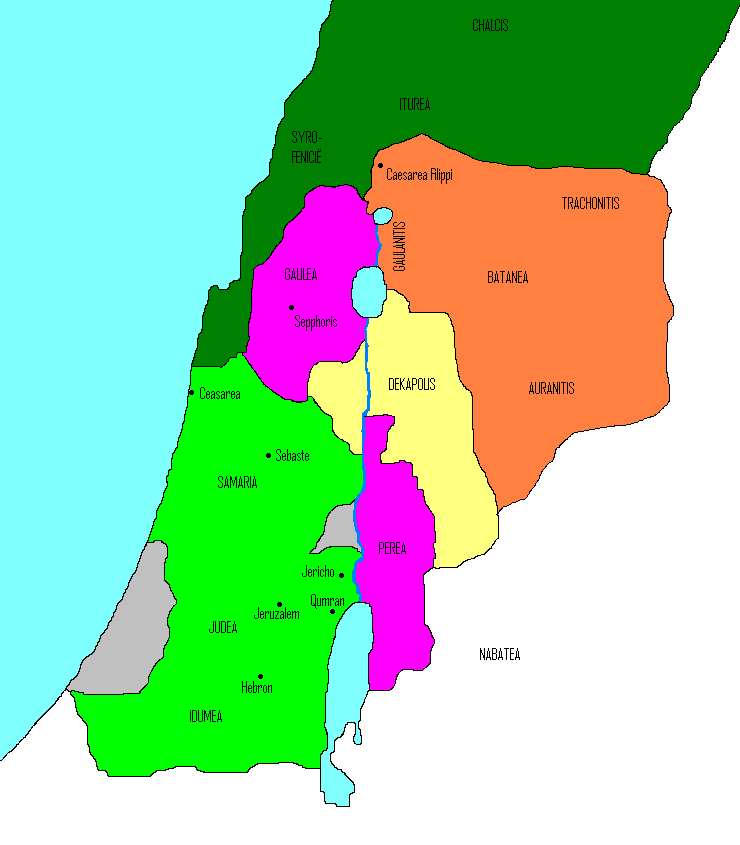
Verdeling van het rijk van Herodes de Grote :
Rijk van Herodes Archelaüs, Judea
Rijk van Herodes Antipas
Rijk van Filippus
Salome I (steden van Jabneh, Azotas, Phaesalis)
Romeinse provincie Syria
Vrijstaat (Decapolis)

Na de dood van Herodes I werd zijn rijk verdeeld onder zijn drie zonen. Herodes Archelaüs werd in 6 n.Chr. uit zijn ambt ontheven, Judea werd een provincia van Syria. De keizer hield toezicht op de gouverneur van Syrië, en hij op zijn beurt op de praefecti (in later tijd procuratores), die aan hem verantwoording moesten afleggen.

#### Jezus Christus
Rond het jaar 30, tijdens de regeerperiode van Prefect Pontius Pilatus, stierf een man, Jezus Christus genaamd, de kruisdood. Voor de geschiedenis van de westerse beschaving zal deze gebeurtenis van groot belang zijn, al is het maar om de tijdrekening. De man staat ook centraal in het Christelijk geloof

#### Joods-Romeinse oorlogen 66-135
Met het wanbeheer van procurator over Judea, Gessius Florus, braken de Joods-Romeinse oorlogen uit. Deze werden beslecht door keizer Hadrianus. Alles wat met het joodse geloof te maken had, werd verboden: het begin van de Joodse diaspora.

### Opheffing van de provincia Judea
Op de puinhopen van Jeruzalem stichtte keizer Hadrianus de stad Colonia Aelia Capitolina, gewijd aan Jupiter Capitolinus. Het werd voor Joden verboden zich in de nieuwe stad te vestigen. Dit gebod bleef tot aan de vierde eeuw van kracht.
De regio Syria en Judea werden samengevoegd onder de noemer Syria-Palaestina (135). In 198 werden ze weer gesplitst, het noorden kreeg de naam Syria-Coele en het zuiden, Syria-Fenicië.

### Palmyreense Rijk

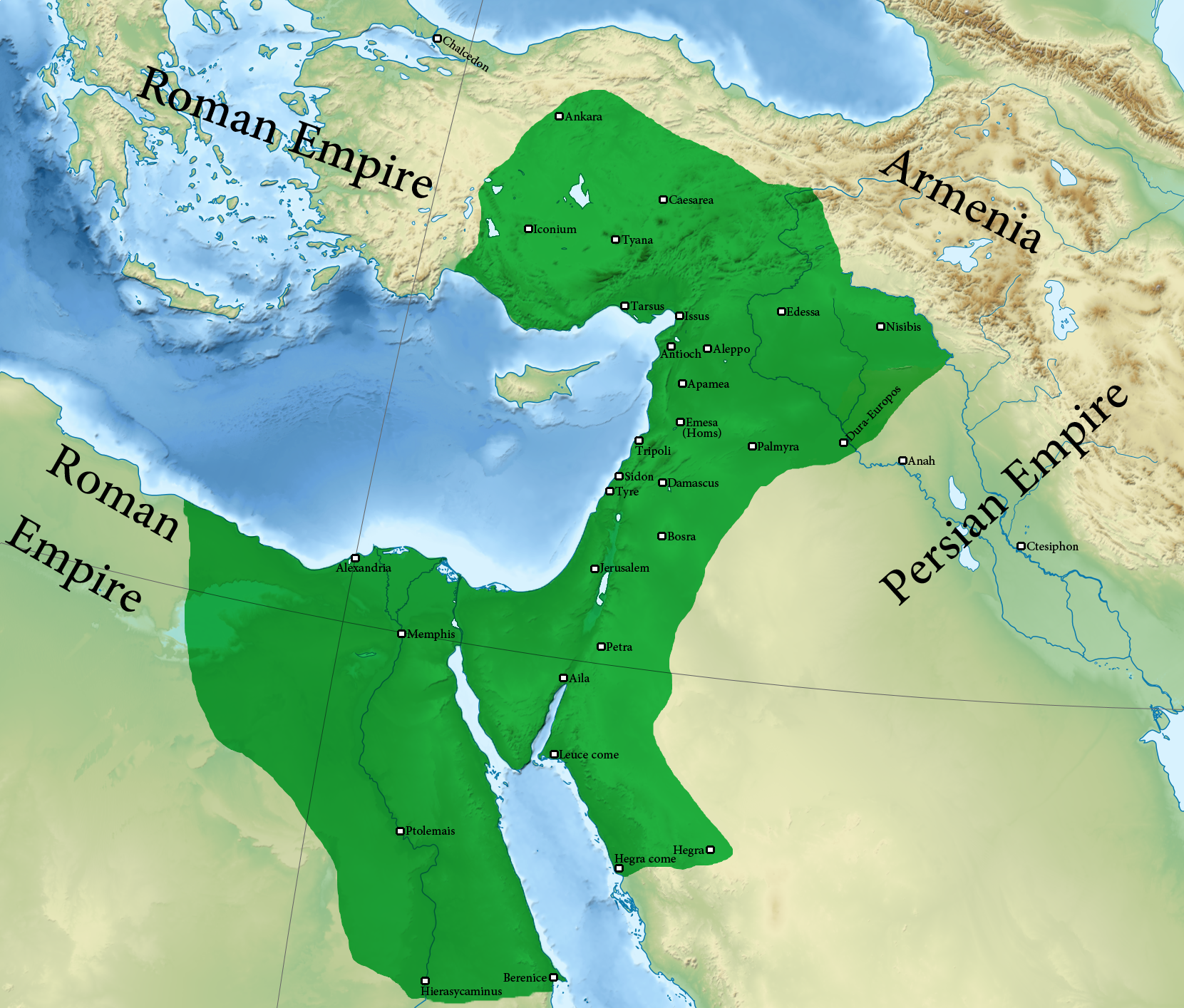
Palmyreense Rijk op zijn hoogtepunt (271)

Tijdens de Crisis van de derde eeuw, na de Slag bij Edessa (260), waarbij keizer Valerianus I werd gevangengenomen, braken overal opstanden uit. Het Romeinse Rijk stond op de rand van de afgrond. De nieuwe keizer Gallienus, zoon van Valerianus, probeerde de opstanden in het Westen te beteugelen en gaf Septimius Odaenathus, de titel Corrector totius orientus "Gouverneur van het hele Oosten". Gestaag kreeg hij heel de regio onder controle. Bij zijn dood in 267 nam zijn beeldschone en bekwame vrouw Septimia Zenobia de leiding over. Ze zette haar zoon Vabalathus op de troon, en ze riepen zichzelf uit als koning en koningin. Keizer Gallienus weigerde de titels te aanvaarden en de vriendschap sloeg om in ruzie. Palmyra scheurde zich af.
In 272 heroverde keizer Aurelianus de opstandige regio's. Zenobia en haar zoon werden door de Romeinen gevangengenomen en in gouden kettingen naar Rome verbannen.

### Dioecesis Orientis
De aanzet van de bestuurlijke hervormingen in het Romeinse Rijk begon met Diocletianus en zijn Tetrarchie, het opsplitsen van het rijk in vier delen. Constantijn de Grote zette die hervormingen verder in praefectura praetorio, die op hun beurt verdeeld werden in dĭœcēsĭs. Het Palmyreense Rijk werd omgedoopt tot Dioecesis Orientis.
Op het einde van de 4de eeuw was men door de toenemende druk van buitenaf en van binnenin het Rijk, gedwongen een co-keizerschap te installeren en werd het bestuur van oostelijke en het westelijke deel gesplitst. Herstructurering was een noodzaak, het aantal provincies steeg van 48 naar 120. Het diocees orientis werd ingedeeld in 15 provincies.
Keizer Theodosius I maakte van het christendom de staatgodsdienst.

## Byzantijnse Rijk
In de 5e eeuw werd het Romeinse Rijk opgevolgd door het Byzantijnse Rijk met als hoofdstad Constantinopel (het huidige Istanboel). Het West-Romeinse Rijk werd overspoeld door barbaren en doofde langzaam uit. In het oosten gingen de Romeins-Perzische oorlogen gewoon verder.
De laatste, de Byzantijns-Sassanidische oorlog (602-628) had voor de regio grote gevolgen. Van de tien jaar durende machtsstrijd aan de top van het Byzantijnse Rijk, profiteerde sjah Khusro II om Byzantium binnen te vallen. Antiochië werd in 613 veroverd.
Daarop richten de Perzen zich naar het zuiden en veroverden in 614 Jeruzalem, samen met het Heilig Kruis, dat aan Shirin, de christelijke echtgenote van Khusro werd teruggegeven. Daarbij had de Perzische generaal Shahrabaraz duidelijk de joden voor de strijd tegen de christenen opgevorderd; het kwam waarschijnlijk tot enkele zware gruweldaden, die later aan christelijke zijde niet zouden worden vergeten.
Enkele jaren later zouden de Sassaniden doorstoten naar Egypte (618). Het einde van de oorlog werd een uitputtingsslag, eerst had je het Beleg van Constantinopel (626), daarna de val van Ninive (627), het overlopen van generaal Shahrabaraz, naar het Byzantijnse kamp en de moord op sjah Khusro II (628). De vrede die hierop volgde, gaf aan Herakleios, de verloren gebieden terug.

## Arabische Rijk
Vanaf 634 werd de islam door volgelingen van Mohammed verspreid vanaf Mekka. Mohammed en zijn volgelingen stichtten het Arabische Rijk. In 636 werd Palestina veroverd, in 637 Mesopotamië, in 640 Egypte en Syrië en in 642 Perzië. Weliswaar werd de islam als religie niet opgedrongen, maar de voordelen, zoals belasting en privileges, waren voor veel niet-moslims reden om zich te bekeren.

### Islam
Door de opkomst van de islam kreeg het Midden-Oosten in korte tijd een cultuur, religie en een identiteit ten opzichte van Europa en Afrika die het in de 21e eeuw in grote lijnen nog steeds heeft. Na de komst van de islam, in de 7e eeuw na Christus, wordt dit gebied goeddeels door deze wereldreligie getempeld, hoewel er ook nog andere culturen en religies (bijvoorbeeld de Kopten in Egypte), zijn.
Het Arabisch, de taal van de Koran, werd de lingua franca van het Midden-Oosten. Het geloof in één leider of kalief, zowel religieus als wereldlijk, leidde tot de vorming van het kalifaat. In deze tijd verklaarden de Arabische moslims de oemma, één land voor alle moslims, als een (religieus) ideaal te zien.
Het Midden-Oosten kende in deze periode een grote culturele bloei. Waar Europa na de val van het Romeinse Rijk in een diepe crisis kwam, met een dalende bevolking, invasies en opkomende armoede, kwamen steden als Alexandrië, Basra, Damascus en vooral Bagdad tot grote bloei. De bevolking van deze steden groeide en op gebieden als literatuur, architectuur, geneeskunde en wetenschap kwam de regio mijlenver voor te liggen op Europa.

### Abbasiden
In 749 versloegen de Abbasiden, de Omajjaden nabij de stad Koefa. Al-Mansoer, de tweede Abassadische kalief stichtte in 762 de nieuwe hoofdstad, Bagdad. Deze periode onder de Abbasiden wordt wel beschouwd als de bloeitijd van de islam. Met name onder kalief Haroen ar-Rashid kwamen kunst en wetenschappen tot grote bloei. Het enorme rijk bleek echter lastig te besturen en in diverse plaatsen vonden dan ook opstanden plaats en kregen lokale heersers meer macht. In 935 verloor de kalief zijn wereldlijke macht en viel het Arabische Rijk uiteen. Lokale emirs en sultans namen de macht in handen in vele kleine staatjes. Zij bleven echter wel de religieuze autoriteit van de kalief erkennen.

### Fatimiden

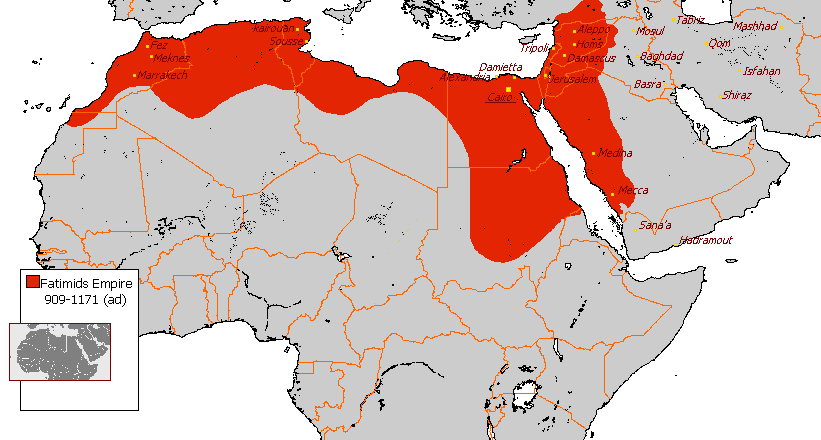
Kalifaat van de Fatimiden

In 969 veroverden de Fatimiden, Egypte met Caïro als hoofdstad. Dit is een "tegen-kalifaat" bestaande uit Isma'ilieten, een sjiitische stroming die dus het gezag van de kalief niet erkende. Tijdens de regering van Al-Aziz Billah werd het Midden-Oosten veroverd (977/978).
Op bevel van de kalief Al-Hakim werd de Heilig Grafkerk in Jeruzalem, een van de christelijke bedevaartplaatsen, in 1009 met de grond gelijk gemaakt.
In 1058 bezetten de Fatimiden zelfs tijdelijk Bagdad, nog altijd de Abbasidische hoofdstad.

## Seltsjoeken
Op verzoek van de Abbasidische kalief werd aan de soenitische Seltsjoeken gevraagd om de sjiitische Boejiden uit Bagdad te verdrijven, wat in 1055 gebeurde. In 1058 veroverden de sjiitische Fatimiden, Bagdad. De missie van de Seltsjoeken was de Fatimiden uit Midden-Oosten te verdrijven. Intussen waren ze in conflict geraakt met het Byzantijnse Rijk in verband met de Kaukasus. Om de Byzantijnen af te blokken in het Westen, vallen ze Anatolië binnen. Wat volgde is de Slag bij Manzikert (1071), waarbij keizer Romanos IV Diogenes werd gevangengenomen. Nu was de weg vrij om de Fatimiden te verdrijven. Tussen 1070 en 1077 veroverde Malik Sjah I de Levant.

### Atabeg van Aleppo
Na het bewind van sultan Malik Sjah (1072-1092) kwam er een eind aan de eenheid van het Seltsjoekenrijk en viel het rijk uiteen. De twee belangrijkste provincies zijn het sultanaat Rûm, met als hoofdstad Nicea en Syrië met twee belangrijke polen, Damascus en Aleppo. De titel van sultan van het Seltsjoekenrijk zal nog honderd jaar blijven bestaan.

### Kruistochten
De Byzantijnse keizer Alexius I, een uitstekend politicus en diplomaat, vroeg aan paus Urbanus II hulp, in de vorm van huurlingen om het ter ziele gegane Seltsjoekenrijk te lijf te gaan, onder het mom van de christelijke waarden. Paus Urbanus organiseerde in 1095 de Eerste Kruistocht en dit leger van kruisvaarders veroverde Jeruzalem in 1099. De kruisvaarders richtten een bloedbad aan onder joden en moslims. Hierna stichtten zij het Latijnse Koninkrijk van Jeruzalem, evenals drie andere staatjes.

### Zengiden
Zengi en zijn zoon Nur ad-Din verenigden de verschillende staatjes in de Levant en hielden kruisvaardersstaten in een wurggreep. Het Beleg van Edessa in 1144, zal leiden tot de Tweede Kruistocht. Strijd om Egypte; de opvolgingskwestie in het kalifaat van de Fatimiden, bracht met zich mee dat de ene partij hulp vroeg aan de kruisvaarders en de andere partij aan Nur ad-Din. In 1169 veroverde generaal Shirkuh in dienst van Nur ad-Din, Egypte.

## Ajjoebiden
Kort na zijn overwinning stierf Shirkuh en kreeg zijn neef Saladin de titel van vizier van Egypte van al-Adid, kalief van de Fatimiden. Toen al-Adid in 1171 stierf, nam Saladin de titel van sultan en stichtte de dynastie van de Ajjoebiden. In 1172 versloeg Saladin de laatste kalief van de Fatimiden. Toen Nur ad-Din in 1174 stierf, riep Saladin een oorlog uit tegen diens zoon As-Salih Ismail al-Malik en veroverde Damascus. Ismail vluchtte naar Aleppo, waar hij weerstand bleef bieden aan Saladin, totdat Ismail vermoord werd in 1181. Hierna veroverde Saladin het grootste deel van het binnenland van Syrië.
Nu nog het probleem van de kruisvaardersstaten. Saladin maakte gretig gebruik van de opvolgingskwestie na de dood van Boudewijn IV van Jeruzalem en de exploten van de vrijbuiter, Reinoud van Châtillon, die caravaanroutes plunderde. In 1187 versloeg hij het ridderleger in een slag bij de Horens van Hattin en veroverde Jeruzalem.

### Derde Kruistocht
Bij het horen van het nieuws van de val van Jeruzalem, viel paus Urbanus III ter plekke dood. Zijn opvolger paus Clemens III slaagde erin de groten van de westerse wereld samen te brengen voor een Derde Kruistocht. Keizer Frederik I Barbarossa leidde een enorm leger door Anatolië, maar verdronk voordat hij het Heilige Land bereikte.
De flamboyante Richard Leeuwenhart zal uiteindelijk de held worden van de campagne. Hij veroverde Akko, het nieuwe Koninkrijk Jeruzalem en sloot op 2 september 1192 een verdrag met Saladin waarin stond dat Jeruzalem onder controle van de moslims zou blijven, maar het stond ook ongewapende christelijke pelgrims en kooplieden toe de stad te bezoeken. Richard vertrok uit het Heilige Land op 9 oktober.

### Zesde Kruistocht
De Vierde Kruistocht werd gefinancierd door de republiek Venetië en eindigde met de verovering van Constantinopel in 1204. Alhoewel Keizer Frederik II had beloofd mee te vechten met de Vijfde Kruistocht, zag hij het niet zitten, met reden, te strijden onder het vaandel van de Pauselijk legaat Pelagius, daarvoor werd geëxcommuniceerd.
Na tweemaal te zijn geëxcommuniceerd vertrok Frederik II op kruistocht. Door zijn band met Sicilië was hij gefascineerd door de Islamitische cultuur (zie Arabisch-Normandische kunststijl) en had hij geen zin in een directe oorlog. De onderhandelingen tussen de Keizer en Al-Kamil zijn legendarisch. Het liep uit op een compromis, het in stand houden van het verdrag tussen Richard I en Saladin, de moslims hielden Jeruzalem onder hun hoede en de christenen kregen de vrije doortocht naar hun heilige bedevaartplaatsen. Beide partijen waren tevreden en Frederik keerde weer huiswaarts.

### Inname van Jeruzalem
De zoon Al-Kamil, As-Salih Ajjoeb moest vechten om zijn plaats en omringde zich met huurlingen. Om hen te betalen liet hij hen plunderen. Een van die groepen, de Chorasmiden liet hij vrij Jeruzalem, stad van de Christenen, te brandschatten. Onder leiding van Baibars, de toekomstige sultan van Egypte won hij de Slag bij La Forbie tegen de kruisvaarders.
Het Beleg van Jeruzalem (1244) en de Slag bij La Forbie zullen de aanleiding zijn voor de Zevende Kruistocht.

## Mammelukken

### Baibars
Na de dood van de laatste Ajjoebidische sultan As-Salih Ajjoeb stichtte Aibak het Mammelukkensultanaat Caïro. De emir van Syrië An-Nasir Yusuf weigerde het nieuwe sultanaat te erkennen, anderen zoals generaal Baibars vonden hier hun toevlucht. Baibars versloeg de kruisvaarders een tweede maal tijdens de Zevende Kruistocht en stopte de inval van de Mongolen bij de Slag bij Ain Jalut (1260). Dat zelfde jaar vermoorde hij Saif ad-Din Qutuz en eigende zichzelf de titel van sultan toe. Daarna rolde hij de ene kruisvaarderstaat na de andere op. In 1271 veroverde hij de kruisvaardersbruchten Chastel Blanc en Krak des Chevaliers en in 1273 maakte hij een einde aan het politieke bestaan van assassijnen in Syrië. De verwoede pogingen van koning Eduard I van Engeland om dit te verhinderen waren tevergeefs.

### Val van Akko
De sterke man na Baibars was Al-Mansur Qalawun. In 1289 veroverde hij Graafschap Tripoli en daarop volgende uitspattingen van de Christenen leidde tot de val van Akko voltrokken door zijn zoon Al-Ashraf Khalil. Dit betekende het einde van het kruisvaarderstijdperk in de Levant.

### Inval van de Mongolen in Syrië
De eerste inval (1260) stond in het teken van de Frankisch-Mongoolse alliantie en werd gecounterd door Baibars. De tweede inval (1299-1303) was de jacht van Il-Khan Ghazan op een opstandige Mongolenstam, de Oirats, die onderdak hadden gekregen bij de Mammelukken. Tijdens de Slag bij Marj al-Saffar (1303) werden de Mongolen definitief verslagen door Baibars II.

### Veertiende eeuw
Zoals in de rest van Eurazië brak in het Midden-Oosten de pest uit en werd het land ontwricht. De Bahri dynastie werd vervangen door de Burji dynastie.

### Timoer Lenk
Timoer Lenk verzocht de uitlevering van Ahmad Jalayir, heerser van Bagdad, maar die bevond zich in Anatolië. Timoer viel Syrië binnen en plunderde Aleppo (1400) en Damascus (1401) en trok dan verder naar het Ottomaanse Rijk.

### Vijftiende eeuw
De passage van Timoer Lenk zal de caravaanroutes stilleggen en steeds weerkerende uitbraken van de pest zal de regio in armoede storten.

## Ottomaanse Rijk

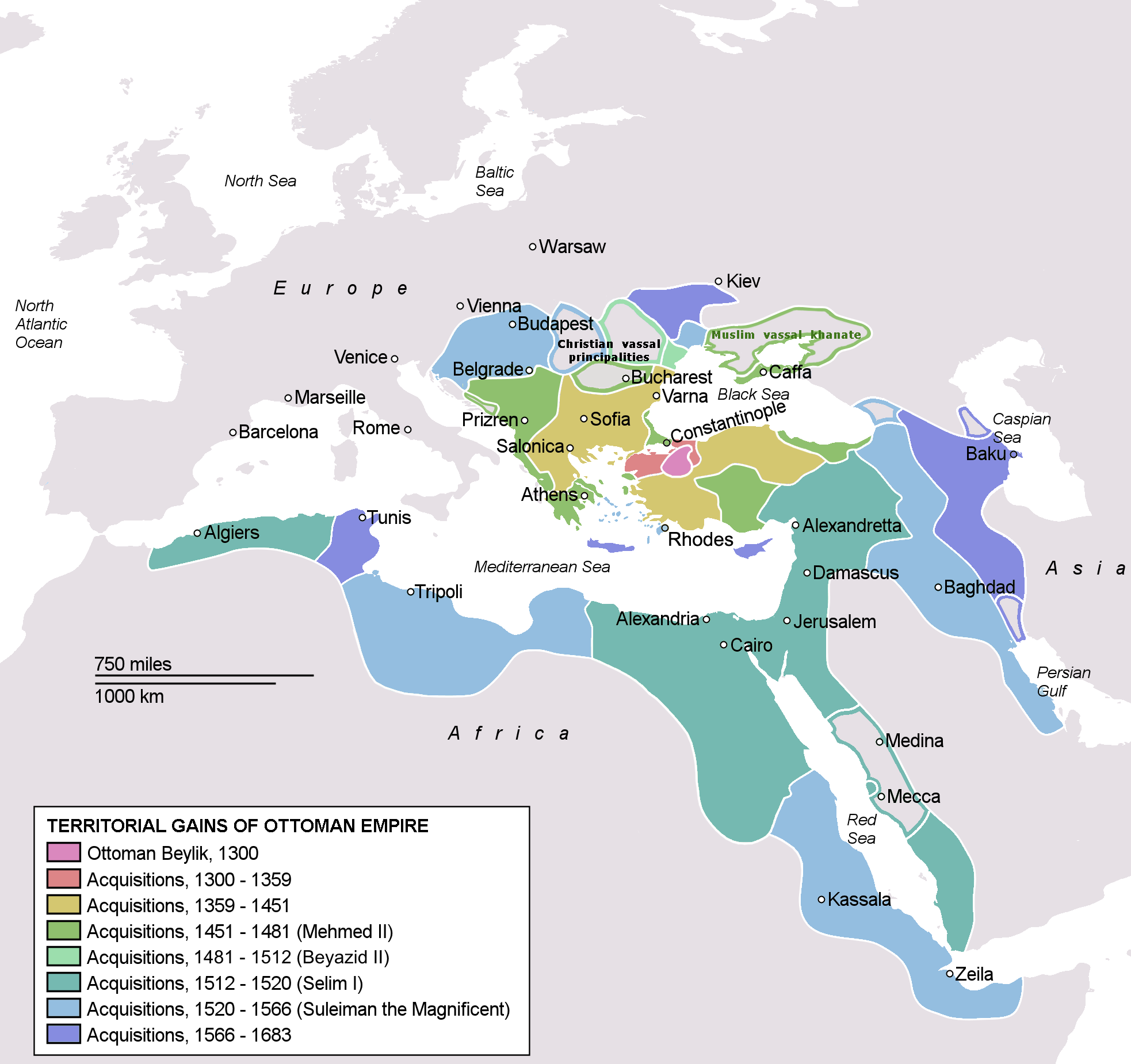
Situatie in 1683. Het Ottomaanse Rijk was op haar hoogtepunt en grote delen van het Midden-Oosten maakten er deel van uit.

Het Ottomaanse Rijk had in de eerste eeuwen van zijn bestaan een groot deel van Anatolië en de Balkan veroverd. De Ottomaanse sultan Selim I was een erg gelovig soennitische moslim en probeerde alle moslims onder één bewind te krijgen. De opzet was zichzelf tot kalief uit te roepen. In 1516 begon hij met de verovering van Syrië, Palestina en liet de gevangengenomen laatste Abbaside kalief, Al-Mutawakkil III, in 1517 van Cairo naar Constantinopel brengen en maakte een einde aan de Mammelukkensultanaat Caïro in Egypte. In 1517 erkende de Sjarif van Mekka de Sultan als Kalief. In 1534 werd Bagdad veroverd en in 1546 Basra. Ook Bahrein en delen van Oman en Jemen vielen onder Ottomaanse controle.
Na de inval van Egypte door Napoleon werd het duidelijk dat het Ottomaanse Rijk in staat van ontbinding was. Een krachtig heerser verscheen aan het firmament, Mohammed Ali van Egypte. Tussen 1811-1818 heroverde hij voor de Ottomanen Mekka en Medina. In 1825 steunde zijn zoon Ibrahim tevergeefs de Ottomanen in hun strijd in de Griekse Onafhankelijkheidsoorlog en in 1831-'33 veroverde Ibrahim, met enige steun van Frankrijk, geheel Syrië en zelf een deel van Anatolië. Dit was een brug te ver voor de Britten en eisten dat de Egyptenaren zich zouden terugtrekken uit de Levant. Mehmet en Ibrahim weigerden. Daarop bombardeerden de Britten Akko en dreigden met een invasie van Syrië. Na onderhandelen werd de Conventie van Londen (1840) overeengekomen, Mehmet Ali trok zijn troepen terug uit de Levant.

## 20e eeuw

### Eerste Wereldoorlog
Het Ottomaanse Rijk sloot zich aan bij de Centrale mogendheden, voornamelijk om zich te begoeden tegen de Russische agressie. Naarmate de oorlog vorderde, maakte de Triple Entente geheime afspraken over de verdeling van het Ottomaanse Rijk. De Constantinopelovereenkomst ging over het lot van Constantinopel en de vrije doorgang van de Russische schepen via de Dardanellen (is nooit gerealiseerd). De andere was het Sykes-Picotverdrag waarbij het Midden-Oosten werd verdeeld in een Britse en een Franse zone. Deze opdeling veranderde de politieke situatie ingrijpend. Van de meeste huidige staten werd tijdens deze oorlog het grondgebied bepaald. De Britten haalden Hoessein ibn Ali, de sjarif van Mekka, over om de Arabische Opstand tegen de Ottomanen te beginnen. De Britten beloofden de sjarif onafhankelijkheid voor de Arabieren.

### Mandaatgebieden
Zover kwam het echter niet, want na de oorlog richtte men de Volkerenbond op. Volgens het artikel 22 van het Handvest kregen verschillende staten een voogdij of een mandaat over de voormalige Duitse koloniën en delen van het vroegere Ottomaanse Rijk. De Conferentie van San Remo boog zich over het Midden-Oosten. Het Verenigd Koninkrijk kreeg het mandaat over Mesopotamië (het huidige Irak) en het mandaatgebied Palestina (dat zowel het gebied ten westen van de Jordaan, waarin het huidige Palestina en Israël liggen, als het gebied ten oosten van de Jordaan, het huidige Jordanië, omvatte). Frankrijk verkreeg het mandaatgebied Syrië (het huidige Syrië en Libanon).
Los daarvan ontstond ondertussen het koninkrijk Saoedi-Arabië.
De Tweede Wereldoorlog ging grotendeels aan het Midden-Oosten voorbij. De oorlog speelde zich voornamelijk in Egypte en Noord-Afrika af, de Noord-Afrikaanse Veldtocht. De pijnlijke nederlaag van Frankrijk reeds in juni 1940 bracht sommige landen in het mandaatgebied Groot-Syrië op gedachten. In 1943 verkreeg Libanon de onafhankelijkheid en Syrië een jaar later.
Binnen enkele jaren na de oorlog werden de verschillende mandaten opgeheven en werden deze landen zelfstandig. Op 22 maart 1945 werd de Arabische Liga gevormd. In 1946 werd het koninkrijk Jordanië onafhankelijk en in 1947 werd de Arabische Socialistische Ba'ath-partij opgericht. Twee pogingen tot panarabisme waren, de Verenigde Arabische Republiek en de Arabische Federatie.

### Arabisch-Israëlisch conflict
In 1917 was de Balfour-verklaring uitgegeven, die de Joden de vorming van een Joods Nationaal Tehuis in Palestina beloofde. Op 29 november 1947 stemde de Algemene Vergadering van de Verenigde Naties in met het plan voor de opdeling van het mandaatgebied Palestina in drie delen: een Joods, een Arabisch en een internationaal bestuurd deel (Jeruzalem en Bethlehem). Toen de Israëlische onafhankelijkheidsverklaring werd uitgeroepen, verklaarden de Arabieren, die al decennia tegen de instroom van Joden waren, de oorlog, de Arabisch-Israëlische Oorlog van 1948. De Joodse bevolking uit Arabische landen vluchtten nagenoeg geheel naar Israël nadat vele pogroms zich tegen hen richtten. De oorlog was een overwinning voor Israël. Hierbij was het Palestijns vluchtelingenprobleem ontstaan; driekwart miljoen Palestijnen waren vluchteling geworden, verdreven door Israëlische troepen of gevlucht voor het geweld. In de Arabische wereld leefde dit voort als Al-Nakba, "de ramp". De Arabische landen hadden Israël niet erkend. De grenzen van Israël waren "bepaald" door de wapenstilstandslijnen van 1949. Vooral de grens tussen Syrië en Israël was een bron van conflict. De rivier de Jarmuk, de gezamenlijke grens tussen Syrië-Jordanië-Israël zou in 1964 leiden tot de Wateroorlog.
In 1956 wilden de Fransen en Britten het Suezkanaal, dat door de Egyptische president Nasser genationaliseerd was, opnieuw onder controle krijgen. Zij maakten een geheime afspraak met Israël, dat zelf de Sinaï wilde controleren om Egyptische aanvallen te kunnen weerstaan, waarna de Suezcrisis van 1956 een feit was. De Verenigde Staten steunden de aanval niet, waarmee de VS aan invloed wonnen. De Sovjet-Unie mengde zich wel in de politiek van het gebied, zij steunden verschillende landen in hun arabisch-nationalistische aspiraties.
Na de Zesdaagse Oorlog van 1967 werden veel Palestijnen naar Jordanië verdreven, vanwaaruit zij terroristische aanslagen begonnen te organiseren. Gedurende de jaren zeventig en tachtig werden, wereldwijd, vele vliegtuigkapingen, gijzelingen en ontvoeringen uitgevoerd. Daarna volgde een uitputtingsoorlog.
De daarop volgende vredesgesprekken leidden tot niets. Intussen had Hafiz al-Assad, een militair, de macht overgenomen in Syrië en was Anwar Sadat de president van Egypte. Op 6 oktober 1973 vielen beide landen Israël aan, het begin van de Jom Kipoeroorlog. Alhoewel de oorlog een overwinning was voor Israël kreeg Egypte de Sinaï terug, dit onder druk van een olie-embrago ingesteld door de Arabische landen.
Daarmee was het Palestijns vluchtelingenprobleem niet opgelost. De combinatie van het aantal Palestijnse vluchtelingen in Libanon en het voorheen relatief stabiel multireligieus land deed de balans overslaan en leidde tot een vijftienjarig durende burgeroorlog. Syrië probeerde in het voorjaar van 1976 de militaire hegemonie in Libanon te verwerven door een interventie in de burgeroorlog. Dit ingrijpen zag Israël als een bedreiging. Tussen beide partijen werd in mei 1976 informeel een "rode lijn" bepaald. Zo ontstond daar een soort Palestijnse vrijstaat, gedomineerd door de PLO. Palestijnse terreuraanslagen op Israëlisch grondgebied leidden tot een nieuw conflict.
Met de ondertekening van de Camp Davidakkoorden verloor Egypte zijn dominante positie in de Arabische wereld. Twee nieuwe spelers kwamen op het wereldtoneel, de soenniet Saddam Hoessein en na de Iraanse Revolutie, de sjiiet ayatollah Khomeini. Beiden vlogen elkaar in de haren. De bloedige Irak-Iranoorlog duurde zeven jaar en kostte waarschijnlijk aan meer dan één miljoen mensen het leven. Syrië koos partij voor Iran. Saoedi-Arabië, die zich bedreigd voelde door Iran en te maken had met een Wahabistische opstand in eigen land, zocht bescherming bij de Verenigde Staten. Het land waar de heiligste plaatsen van de islam en een van de rijkste olievelden ter wereld liggen was nu verscheurd tussen ideologie en economie.
De conflicten met de Palestijnen volgden elkaar op. Een nieuwe verzetsgroep zag het licht, Hezbollah.
Intifada betekent afschudden, en gaat over de opstanden in de Palestijnse gebieden tegen de Israëlische bezetting. Na de Israëlisch-Libanese Oorlog (1982) moesten zo'n 8000 strijders en hun leider Yasser Arafat, Libanon verlaten. Toen de Eerste Intifada (1987-1993) uitbrak bevond Arafat zich in zijn verbanningsoord, Tunis. Een nieuwe verzetsgroep nam de taak over, Hamas. De PLO op haar beurt riep hier op 15 november 1988 eenzijdig de Staat Palestina uit met Yasser Arafat als president.
In 1990 viel Irak buurland Koeweit binnen. Vrijwel de gehele Arabische wereld veroordeelde de inval en onder leiding van de Verenigde Staten werd in de Golfoorlog van 1990-1991 Koeweit bevrijd. Arafat bemiddelde in het conflict tussen Irak en de coalitie, maar veel Arabische landen vonden dat Arafat te veel op de hand van Saddam Hoessein was. Als gevolg hiervan werd de geldkraan naar de PLO vanuit de Arabische wereld grotendeels dichtgedraaid. De PLO kwam hierdoor in grote problemen en moest haar koers herzien.
In Oslo werden 'geheime' vredesbesprekingen gehouden tussen de Palestijnen en Israël, waarna in 1993 de Oslo-akkoorden gesloten worden. De Palestijnen kregen beperkte autonomie met uitzicht op een eigen staat in ruil voor de erkenning van Israël. Yasser Arafat, de Israëlische minister-president Yitzchak Rabin en de Israëlische minister van Buitenlandse Zaken Shimon Peres ontvingen hiervoor de Nobelprijs voor de Vrede.

## 21e eeuw
Ondanks de Oslo-akkoorden kwam er geen rust in de regio. Na een bezoek van de Israëlische oppositieleider Ariel Sharon aan de Tempelberg en de Klaagmuur eind september 2000 brak de Tweede Intifada uit. Anno 2005 is er nog steeds sprake van dagelijks geweld, waarbij aan beide kanten veel slachtoffers vallen. De Tweede Intifada wordt gekenmerkt door bloedige zelfmoordaanslagen door Palestijnse terroristen en liquidaties van Palestijnse leiders door het Israëlische leger. Aan beide kanten, maar vooral aan Palestijnse kant vallen hierdoor veel slachtoffers, vooral onder de burgerbevolking. Om dit tegen te houden, begon Israël met de bouw van de Israëlische Muur.
Op 11 september 2001 werd de wereld opgeschrikt toen drie, door fundamentalistische moslims van al Qaida, gekaapte vliegtuigen zich in het World Trade Center en het Pentagon boorden. Een vierde vliegtuig stortte neer in onbewoond gebied. De Verenigde Staten openden de strijd tegen terrorisme. Allereerst werd Afghanistan aangevallen, waar al-Qaida diverse bases had. Het Talibanregime in Afghanistan werd verdreven. Begin 2003 werd Irak in de Irakoorlog binnengevallen en Saddam Hoessein afgezet. Het Islamitisch terrorisme leidde ook in Egypte, Saoedi-Arabië en Jordanië tot aanslagen.

### Arabische Lente
Veel landen in het Midden-Oosten scoren nog altijd niet hoog op het gebied van mensenrechten en democratie. Op de jaarlijkse ranglijst van Freedom House (een Amerikaans onderzoeksinstituut, waarbij landen worden geclassificeerd als 'free, partly free of not free') in 2013 wordt slechts één land in het Midden-Oosten als free. De meeste landen vallen in de categorie not free. omschreven.
Na 2011 werd het opnieuw onrustig in de regio. Oorzaken voor de protesten verschillen van land tot land. De meest genoemde oorzaken zijn onderdrukking, oneerlijk verlopen verkiezingen, corruptie, prijsstijgingen, gebrek aan politieke vrijheid en werkloosheid, vooral de jeugdwerkloosheid. In diverse demonstraties uiten onderdanen van Arabische regimes hun onvrede en stellen ze hun zittende regeringen verantwoordelijk.
De protesten in de regio waaiden uiteindelijk ook over naar Syrië en verspreidden zich vlug over het gehele land. President Bashar al-Assad speelde de verschillende religieuze en etnische groepen tegen elkaar uit om zijn machtsbasis te verzekeren. Hij reageerde met geweld, er werd op betogers geschoten en het leger werd ingezet om de protesten te stoppen. De Syrische Burgeroorlog brak uit.

### Jaren 20
Op 4 augustus 2020 vond er een grote explosie in de haven van Beiroet, de hoofdstad van Libanon, plaats. Deze explosie werd veroorzaakt door de ontploffing van ongeveer 2.750 ton opgeslagen ammoniumnitraat. De explosie wordt beschouwd als de grootste niet-nucleaire explosie van de 21e eeuw.
Op 7 oktober 2023 brak er een nieuwe Israëlisch-Palestijnse oorlog uit.